# جي إم سي
جي ام سي هي شركة أمريكية لصناعة الشاحنات والشاحنات الصغيرة والسيارات الرياضية متعددة الاستخدامات في أمريكا الشمالية والشرق الأوسط من قبل شركة جنرال موتورز، تأسست الشركة في البداية عام 1901م باسم شركة السيارات السريعة The Rapid Motor Vehicle Company. في كانون الثاني / يناير 2007، جي ام سي وكانت جنرال موتورز ثاني أكبر مركز بيع المركبات الخفيفة بعد تقسيم شفروليه، قبل بونتياك.

## تاريخها
في عام1901 أنشأت شركة تدعى «شركة السيارات السريعة» والتي وضعت تصميم الشاحنات التجارية في مقدمتها وكانت تستخدم مركبات ذات اسطوانة واحده وذلك في عام 1906
وكانت الشركة التي اشترتها شركة جنرال موتورز تشكل الأساس لشاحنة لشركة جنرال موتورز، من جي ام سي التي استمدت شاحنة.
وقد انطلقت شاحة جى ام سى أول مره عام1912وقد أنتجت 22000 شاحنة في ذلك العام وظهرت للمرة الأولى في معرض نيويورك الدولي للسيارات على الرغم من جي ام سي مساهمة هذا المجموع هو 372 وحدة فقط.
وفي عام1962عبرت شاحنات جى ام سى البلاد من سياتل إلى مدينة نيويورك في خلال ثلاثين يوما
و خلال الحرب العالمية الثانية، أنتجت جي ام سي 600000 شاحنة لاستخدامها من قبل الجيش الاميركي.

## جي ام سي وشفروليه
ورغم أن جي ام سي وشاحنات شفروليه في معظمها متطابقة، فقد تنوعت الخلافات بينهما على مر السنين.
في حين يتم تسويق شفروليه نحو تعميم الجمهور، ويتم تسويق سيارات جي ام سي «مهنية»، وأكثر توجها نحو العمل المركبات تقليديا، وكانت GMCs مختلفة في الديكورات من Chevrolets وبصورة عامة جدا على انخفاض طفيف في الأسعار بين عامي 1962 و1972، ومعظمها سيارات جي ام سي رباعي مجهزة المصابيح الأمامية، بينما نظيراتها شيفروليه مجهزة المصابيح الأمامية المزدوجة.
وابتداء من عام 1973، مع مقدمة من جنرال موتورز الجديدة «تقريب خط» سلسلة شاحنات شفروليه جي ام سي وشاحنات وأصبحت أكثر مماثلة، وتنتهي في إنتاج جي ام سي رباعية نماذج الأمامي، ووضع معيار لشفروليه / جي ام سي خط الشاحنات لأكثر من ثلاثين سنة.
وخلال هذه الفترة، وضع نماذج الشركتين (سيلفرادو / سيرا، السترة / جيمي، تاهو / يوكون، الخ) على كل شيء الا يشارك الديكورات والسعر. جنرال موتورز في الآونة الأخيرة بدأت في تصميم الاختلاف بين الخطين مع عام 2007 نموذجا Silverados وسلاسل الجبال

## • ما هو ضمان جي ام سي الشامل؟
يسري الضمان على مركبات جي ام سي لمدة 36 شهراً أو 100,000 كم، أيهما يأتي أولاً

## • ما الذي يغطيه ضمان جي ام سي؟
يغطي الضمان الإصلاحات لتصحيح أي عطل يحدث خلال فترة الكفالة بسبب عيوب في المواد أو التصنيع، وسيتم إجراء أي تعديلات لازمة خلال فترة الضمان، كما أنه سيتم استخدام قطع غيار جديدة أو أخرى مُعاد تصنيعها

## • كيف يمكن إجراء عملية إصلاح يغطيها الضمان على سيارة جي ام سي؟
للاستفادة من إصلاحات الضمان، اصطحب سيارتك إلى وكيل معتمد خلال فترة الضمان واطلب الإصلاحات أو التعديلات اللازمة.
ويُرجى منح الوكيل الوقت الكافي لإتمام جميع الإصلاحات الضرورية، مع العلم أنه لا تُطبّق أي رسوم على الإصلاحات والتغييرات في غضون فترة الضمان بما في ذلك قطع الغيار واليد العاملة.

## • ما هي دول المنطقة التي تقدّم تغطية الضمان لسيارة جي ام سي؟
جميع دول مجلس التعاون الخليجي ولبنان والأردن واليمن والعراق.

## • لماذا أحتاج إلى إجراء خدمات الصيانة لدى وكيل معتمد من جنرال موتورز؟
- يمتلك وكيل جنرال موتورز أدوات ومعدات حديثة للحصول على تشخيص سريع ودقيق.
- يحظى الوكيل بفنيين مدرّبين وقادرين على إجراء أعمال الصيانة المطلوبة باستخدام قطع غيار أصلية.
- جميع قطع الغيار الأصلية من جنرال موتورز والتي حصلت عليها من خلال وكلاء جنرال موتورز مغطاة بضمان قطع الغيار والملحقات الحصرية، باستثناء قطع الغيار الخاصة بالصيانة.
- تتوفر قائمة بقطع غيار الصيانة في قسم الصيانة المجدولة من كتيب الضمان هذا.. ولمزيد من المعلومات عن ضمان قطع الغيار والملحقات الأصلية من جنرال موتورز وشروطها وأحكامها، ينصح بالتواصل مع أحد
- الوكلاء المعتمدين.
- يقوم العديد من الوكلاء بتمديد ساعات العمل، ويقدّمون وسائل نقل مجانية، والجدولة عبر الإنترنت لتلبية احتياجات الصيانة لدى العملاء.

## • ما هي أهمية الاحتفاظ بسجلات الصيانة؟
يُنصح بالاحتفاظ بجميع الإيصالات المتعلقة بإجراء خدمات الصيانة الدورية حسب الفترات الزمنية المحددة في ملف وثائق السيارة الموجود داخل صندوق القفازات، وتقديمها للوكيل في حال طلبها.
وبما أن الضمان لا يشمل أعطال السيارة الناتجة عن الإهمال في أعمال الصيانة الدورية الموصى بها، فإن الإيصالات الصحيحة تكون مهمة جداً عند محاولة معرفة ما إذا كان العطل ناتجاً عن نقص في الصيانة أو عيب في التصنيع أو المواد المستعملة.

## • ما هي خدمة المساعدة على الطريق من جي ام سي؟
تسري خطة المساعدة على الطريق من جي ام سي لمدة 4 سنوات من تاريخ شراء السيارة الجديدة.
وتم تصميم هذه الخدمة لمساعدة العميل على الوصول الفوري إلى إصلاحات طفيفة أو قطر وسحب السيارة في حالات الطوارئ مثل:
- إذا حدث ثقب في الإطار
- إذا علقت سيارتك في الرمل
- إذا نفد الوقود
- إذا فرغت البطارية
- إذا حصل عطل ميكانيكي
- إذا تعرضت لحادث

## • لماذا يشمل الضمان العيوب وليس الأضرار؟
تتم تغطية العيوب لأنها تقع ضمن مسؤولية التصنيع.
• لا يقع على المصنع مسؤولية الأضرار الناجمة مثلا عن التصادم وسوء الاستخدام وعدم إنجاز أعمال الصيانة؛ فلا يغطي الضمان خدمات الصيانة لأن المالك هو المسؤول عن صيانة سيارته وفقاً للجدول المحدد لها.
وعليه لا يستثني الضمان أي ضرر يحدث بعد تسليم السيارة إليك مهما كان سببه.

## نماذج جى ام سى

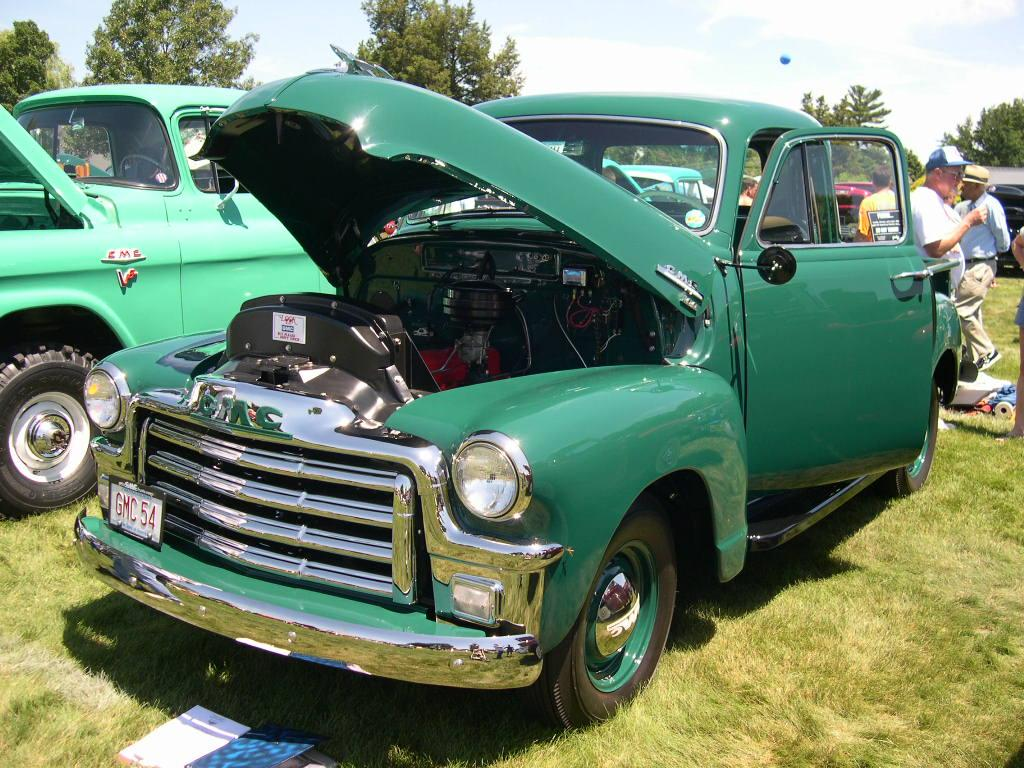
أحد شاحنات جي إم سي التي صنعت عام 1954م

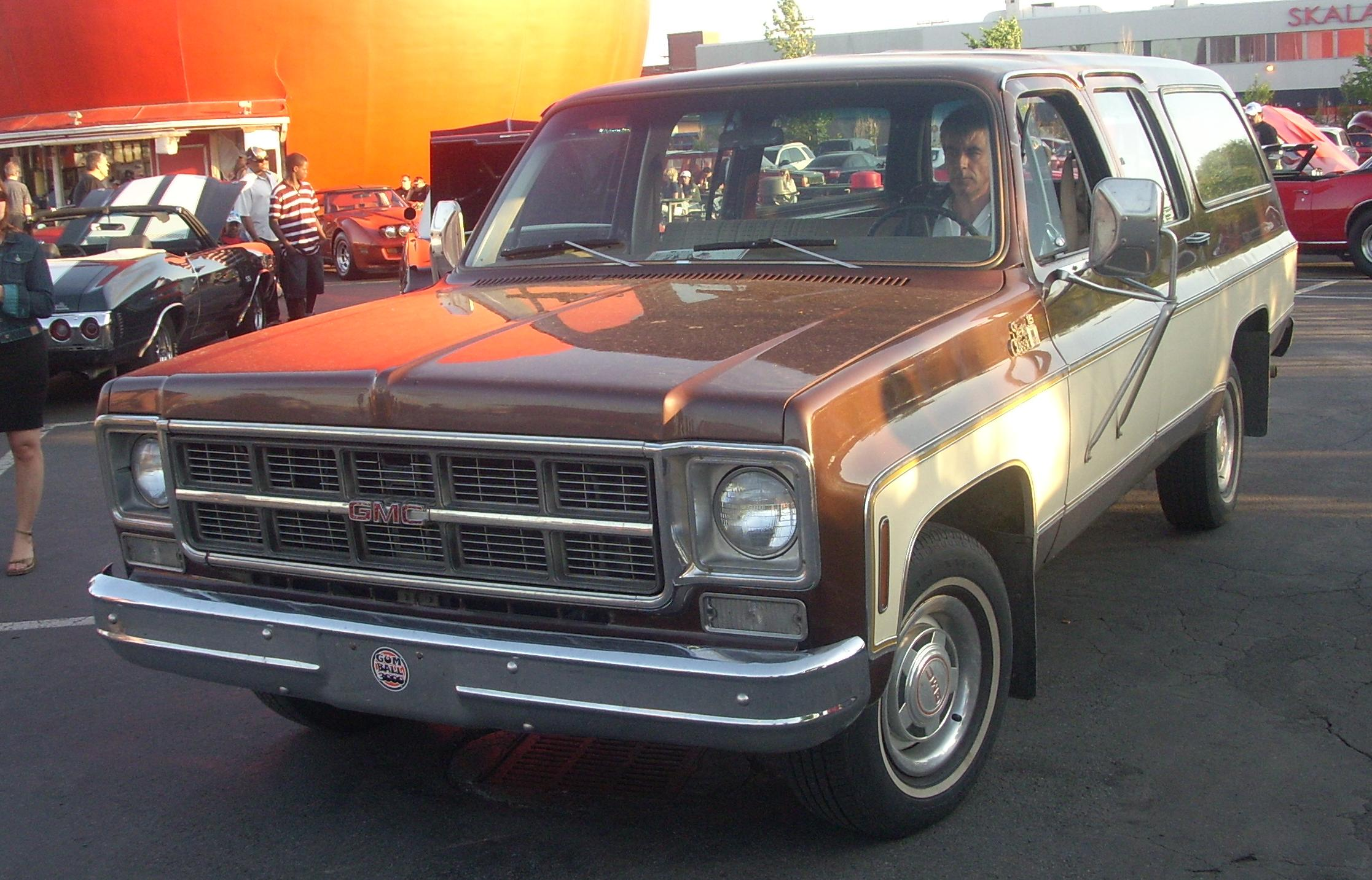
جي إم سي سوبربان التي صنعت في العام 1980م والتي تغير اسمها فيما بعد إلى يوكون إكس إل

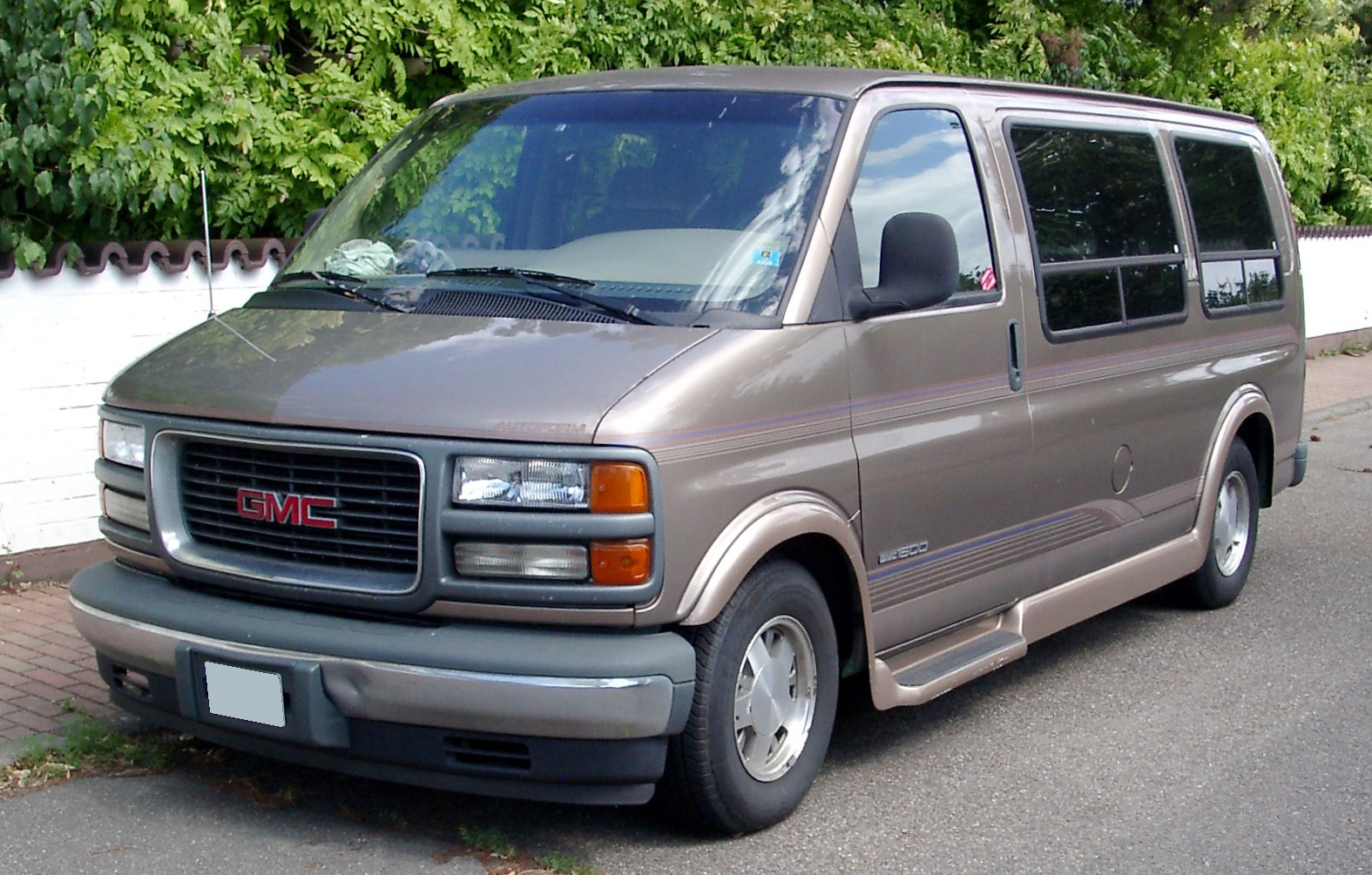
جي إم سي سافانا التي صنعت في التسعينات

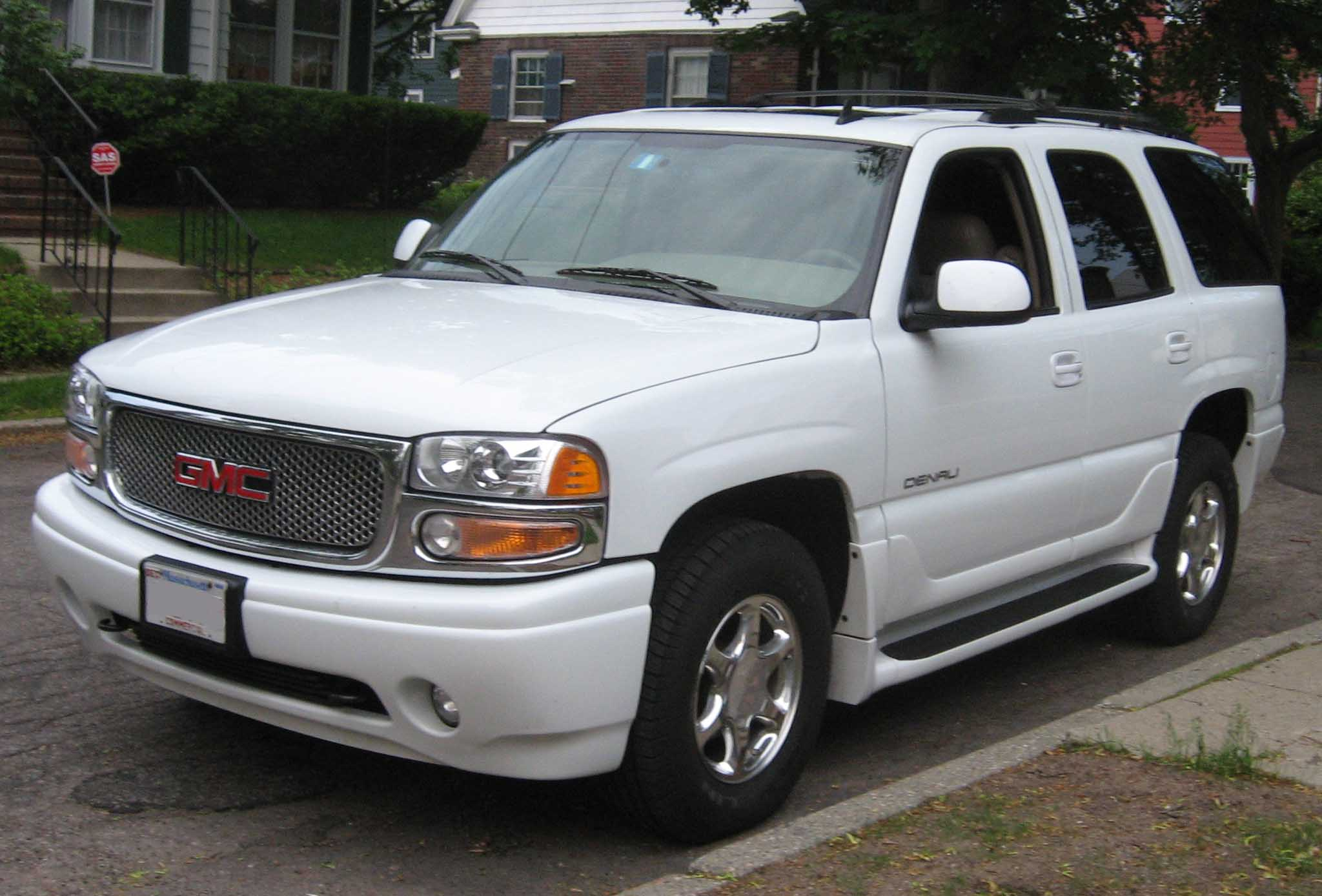
جي إم سي يوكون التي انتجت في العام 2000م ~ 2006م

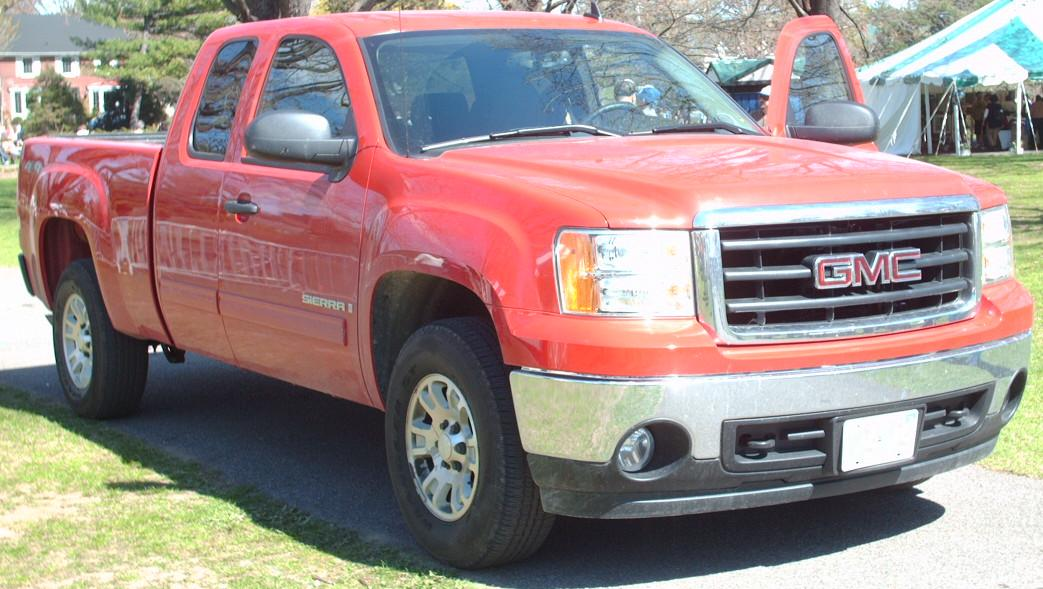
جي إم سي سييرا بشكلها الجديد الذي انتج في العام 2007م وهي تعد أكثر السيارات مبيعاً في العالم

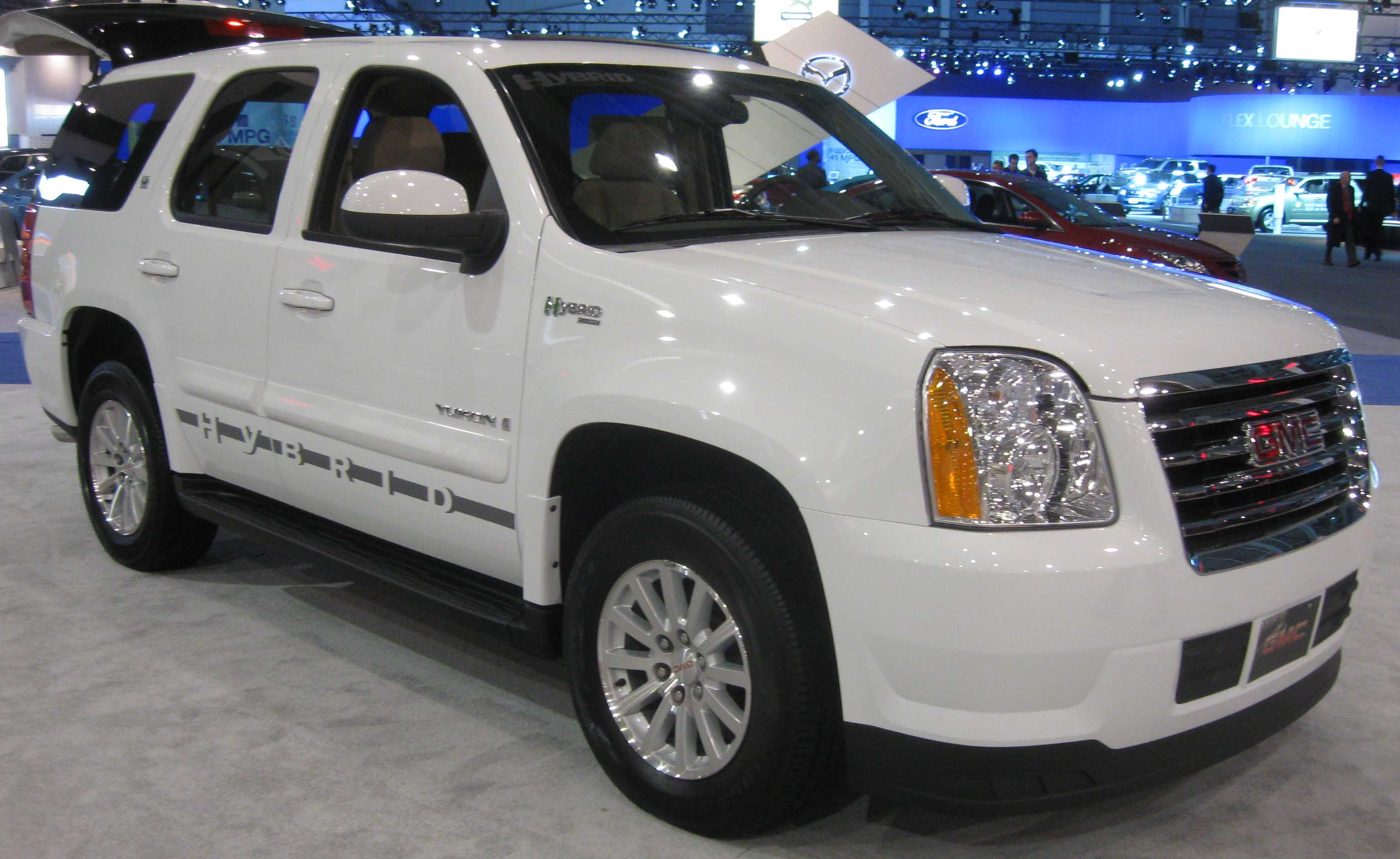
جي إم سي يوكون (هايبرد) انتجت في العام2007م والتي تعمل بنظام الوقود والغاز معاً وهي تختلف من حيث الشكل الخارجي قليلاً عن النسخة العادية التي تعمل بالوقود

## طرازات جي إم سي الجديدة في العالم
- يوكون: اطلقت شركة جي إم سي سيارة يوكون الجديدة بشكل مختلف عن الجيل السابق، والذي يضفو عليه الطابع الهجومي والكبير، وزودت جي إم سي سيارة يوكون بمحرك جبار مكون من ثمانية اسطوانات سعة لتر يولد قوة 320 حصان، ومحرك أكبر مكون من ثمانية اسطوانات على شكل حرف V سعة 6.2 لتر يولد قوة 380 حصان، يعملان مع علبة تروس اوتوماتيكية.
- أكاديا: اطلقت شركة جي إم سي سيارة اكاديا الجديدة كلياً لتدخل بها عالم سيارات الكروس اوفر، حيث تتمتع اكاديا بمحرك مكون من ستة اسطوانات على شكل حرف V سعة 3.6 لتر يعمل بالتوازي مع علبة تروس اوتوماتيكية من ستة نسب.
- تيريين: كشفت شركة جي إم سي عن سيارتها الجديدة كلياً تيريين وهي الشقيقة الأصغر للأكاديا، حيث زودتها جي إم سي بعدة محركات منها محرك مكون من أربعة اسطوانات سعة 2.4 لتر يولد قوة 182 حصان، ومحرك مكون من ستة اسطوانات سعة 3.0 لتر يولد قوة 264 حصان يعملان بالتناسق مع علبة تروس اوتوماتيكية.
- ساييرا: جي إم سي ساييرا هي سيارة متتعدة الاستعمالات تندرج ضمن فئة الـ (بيك-اب)، حيث تتمتع بشكل خارجي شرس واندفاعي، وزودت ساييرا بعدة محركات منها محرك مكون من ستة اسطوانات سعة 4.3 لتر يولد قوة 195 حصان، ومحرك مكون من ثمانية اسطوانات سعة 4.8 لتر يولد قوة 295 حصان، ومحرك مكون من ثمانية اسطوانات أيضا سعة 6.2 لتر، وهو الأقوى ويولد قوة 400 حصان، كلهم يعملون بالترابط مع علبة تروس اوتوماتيكية.
- وشاحنة بيك اب
  - ] جيم وكاف سلسلة (1960—1999) -- نصف، ثلاثة أرباع، وطنا واحدا والشاحنات، وسييرا، سيرا غراندي، سييرا العليا، وتقليص خطوط سييرا كلاسيك
  - ] كاباليرو (1978—1987)
  - ] كانيون (2004—حاليا)
  - ] سييرا (1999—حاليا)
  - ] سونوما (1982—2003)
  - ] سبرينت (1971-1977)
  - ] Syclone (1991)
- فان
  - ] - فان Handi (1964-1970)
  - ] Handi حافلات (1964-1970)
  - ] سفاري (1985—2005)
  - ] Savana (1996—حاليا)
  - ] Vandura (1970—1996)
  - ] رالي
- سيارات الدفع الرباعي
  - ] اراضي (2009)
  - ] Acadia (2007—حاليا)
  - ] المبعوث (2002—2008)
  - ] جيمي (1969—2005)
  - ] متتبع) التي تباع في كندا فقط)
  - ] اعصار (1992—1993)
  - ] سوبربان (1937—1999)، الذي سمي يوكون الأربعون (2000—حاليا)
  - ] يوكون (1992—حاليا)
  - ] شيفروليه كابتيفا (2007—حاليا)
- الشاحنات الثقيلة
  - ] المركز من / واو / Crackerbox (1959—1968)
  - ] باء سلسلة (الثقيلة منخفض سيارة الأجرة إلى الأمام للشاحنات 1960s)
  - ] [جي ام سي 9500 جلالة| جلالة 9500] (1965—1976)
  - ] [جي ام سي JH 9500| JH 9500] (1971—1978)
  - ] استرو 95 (1968—1988)
  - ] العام (1977—1988)
  - ] العميد (1978—1988)
- المتوسط الشاحنات
  - ] TopKick (1980—1996 ؛ 2003—الوقت الحاضر)
  - ] L-Series/Steel ميل سيارة الأجرة
  - ] باء سلسلة (حافلات المدارس)
  - ] جيم سلسلة
  - ] تي سلسلة
  - ] دبليو سلسلة
  - ] إعادة توجيه
  - ] الهيكل ف
  - ] دإ سلسلة (حافلات المدارس)
- ] حافلة النقل
  - ] "القديم النظر" الحافلات (1940—1969)
  - نيو لوك جنرال موتورز حافلة (1959-1986)
  - ] المحطة المذكورة (1977—1987)
  - كلاسيك (1982-1987)
- الحافلات
  - ] شعبة البرامج - 4104 (1953-59)
  - ] شعبة البرامج - 4501 Scenicruiser (1954-56)
  - شعبة البرامج - 4106 (1960-65)
  - ] "بافالو" حافلة نماذج (1966-1980)
    - PD4107 (1966-69)
    - PD4108 (1970-72)
    - PD4903 (1968-69)
    - PD4905 (1970-72)
    - P8M4108A (1972-1978)
    - P8M4905A (1972-1978)
    - H8H649 (1979-80)
- سيارة تخييم
  - ] جي ام سي motorhome (1973—1978)

## وصلات خارجية
- الموقع الرسمي
- الموقع الرسمي جي ام سي كندا
- عائدات جي ام سي (2019)
- (بالإنجليزية) تاريخ الشركة
- سيارات جي إم سي الجديدة

## جي ام سي نيوز

### ’جي إم سي تيرين‘ من الجيل المقبل ترتقي بفئة المركبات الرياضية متعدّدة الاستعمالات المدمَجة
2024-08-19
الشرق الأوسط – ظهرت هذا الأسبوع وللمرّة الأولى ’جي إم سي تيرين‘ من الجيل المقبل للعام 2025 مع تصميم جديد محدَّث، مما يرتقي أكثر بالطراز المتميّز الذي يشكّل مدخلاً إلى العلامة التجارية العريقة

### شاحنة ’جي إم سي هامر EV‘ الفائقة الكهربائية بالكامل والأولى من نوعها في العالم تتميّز عبر مجموعة من التقنيات المتطوّرة جداً
2024-08-07
الإمارات العربية المتحدة، 07 أغسطس 2024 – مع إعلان ’جي إم سي‘ مؤخراً عن وصول مركبتها الجديدة ’جي إم سي هامر EV‘ المرتقَبة بشوق كبير إلى الشرق الأوسط، أصبح الآن باستطاعة السائقين والركّاب معاً في المنطقة الاستمتاع بباقة واسعة من التقنيات الحديثة والمتطوّرة جداً التي تعيد تعريف تجربة القيادة المتميّزة.

### ’جي إم سي كانيون‘ يخطّ دربه على طرقات الشرق الأوسط للمرّة الأولى على الإطلاق
2024-07-16
أعلنت ’جي إم سي‘ عن انضمام شاحنة ’جي إم سي كانيون‘ متوسّطة الحجم بفئة تجهيزات AT4X والمنتظَرة بشوق كبير إلى مجموعة طرازاتها الراقية في الشرق الأوسط للمرّة الأولى

### ’جي إم سي هامر EV‘ الثورية متوفرة الآن في الإمارات والكويت
2024-06-11
أعلنت ’جي إم سي الشرق الأوسط‘ عن الوصول الرسمي لطراز ’جي إم سي هامر EV‘ المرتقَب بشوق كبير، وذلك بنسخة البيك-أب التي تُعتبَر أول شاحنة خارقة كهربائية بالكامل في العالم، ونسخة المركبة الرياضية متعدّدة الاستعمالات (SUV)، وذلك إلى وكالات ’جي

### ’جي إم سي هامر EV‘ بإصدار ’أوميغا‘ المحدود الأول من نوعه على الإطلاق تصل حصرياً إلى المملكة العربية السعودية
2024-06-11
•الارتقاء بواحدة من أكثر المركبات المرغوبة بالسوق عبر إصدار محدود متميّز •لون Neptune Blue Matte1 الخارجي والإضافات المعتَّمة بالأسود مستوحاة من الكوكب الأزرق •إصدار ’أوميغا‘ سيكون محدوداً لفترة معيَّنة وسيتوفر حصرياً في السعودية

### ’جي إم سي الشرق الأوسط‘ تحتفي بمجموعتها الأكبر على الإطلاق من الشاحنات والمركبات الرياضية متعدّدة الاستعمالات الراقية في الشرق الأوسط
2024-05-09

– أعلنت ’جي إم سي‘ عن توسعة مجموعة طرازاتها الراقية وذات القدرات العالية عبر طرح اسمين جديدين للمرّة الأولى في الشرق الأوسط، وهما ’جي إم سي هامر EV‘ و’جي إم سي كانيون AT4X‘، واللذين انضمّا إلى العائلة الراقية لدى العلامة التجارية في الشرق الأوسط، والمكوَّنة من الشاحنات والمركبات الرياضية متعدّدة الاستعمالات (SUV) الجريئة وذات القدرات البارزة والمصنوعة بدقّة